# لرناپات
لرناپات (به ارمنی: Լեռնապատ) یک روستا در ارمنستان است که در استان لوری واقع شده‌است.  در  کیلومتری شمال وانادزور، مرکز استان لوری واقع شده است.

## خصوصیات
لرناپات  ۱٬۸۵۷ نفر 
جمعیت دارد و در ارتفاع  متر بالاتر از سطح دریا قرار گرفته است.

## نگارخانه

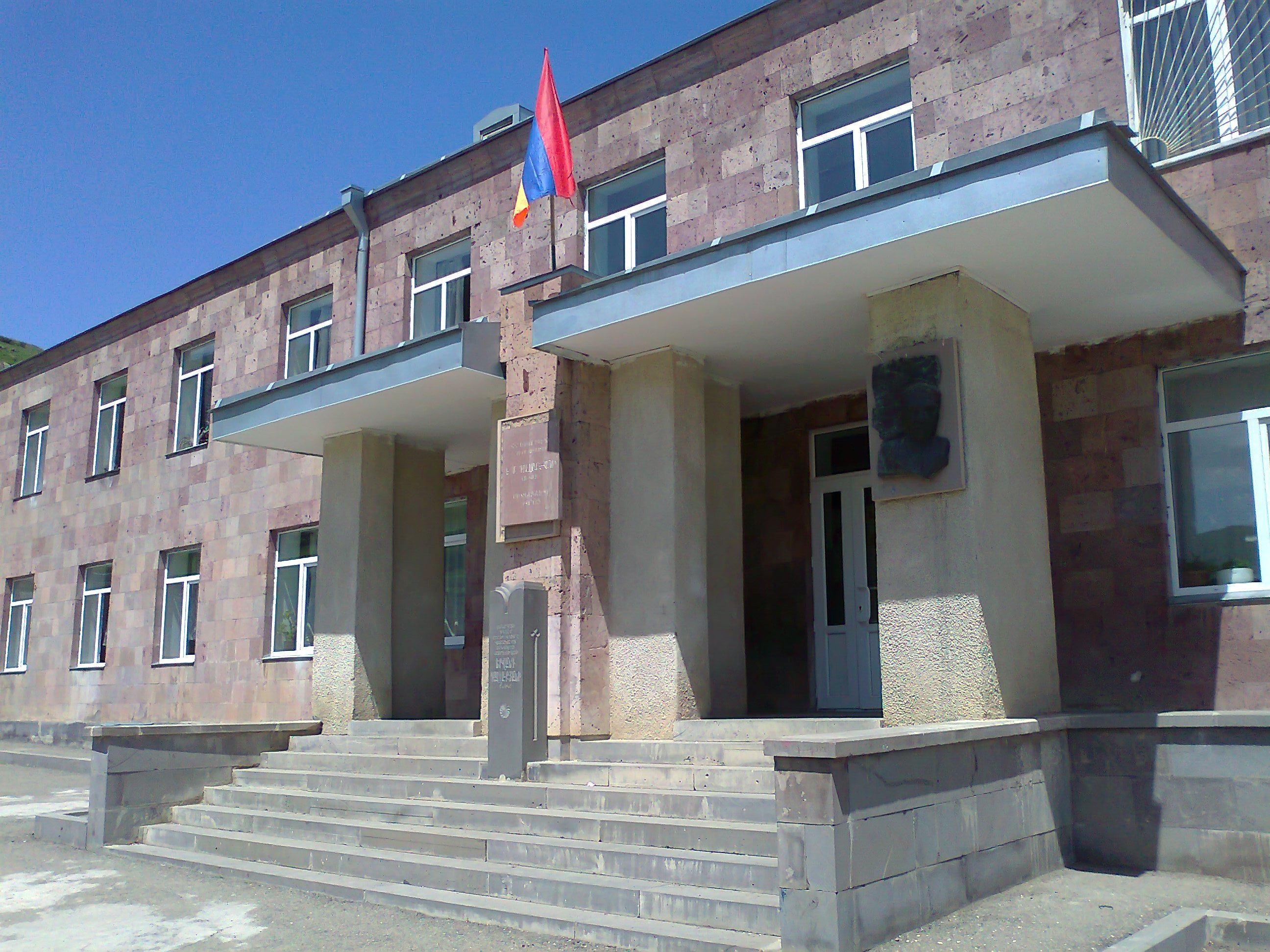
مدرسه راهنمایی دالاکیان